# Dongxiang-hoen
Het Dongxianghoen (Chin. 东乡鸡, pinyin Dōngxiāng jī), is een kippenras uit China, dat zich kenmerkt door een zwarte verkleuring van alle weefsels en de groene kleur van de eierschalen.

De provincie Jiangxi in China

## Oorsprong en verbreiding
Het ras komt uitsluitend voor in de Chinese provincie Jiangxi en ontleent zijn naam aan het gelijknamige district. In deze provincie komen nog veel oorspronkelijke kippensoorten voor, waarvan er meerdere fibromelanotisch zijn en andere ook groene eieren leggen. De kippen van Jiangxi vertonen relatief weinig genetische variatie en analysen laten vermoeden dat deze op vier oorspronkelijke lijnen terug te leiden zijn. De combinatie van de opvallende kenmerken bij deze kip zijn het gevolg van jarenlange selectie.

## Genetica van het groenleggersgen
Alle kippen in de westelijke wereld die groene eieren leggen, zijn afstammelingen van de Chileense araucanas. De Chinese groenleggers blijken deze eigenschap echter niet via deze inkruising gekregen te hebben. Analyse van hun genoom heeft bewijs geleverd dat de mutatie het resultaat is van door retrovirussen ingebracht vreemd DNA en wel op verschillende wijze bij de Chileense groenleggers enerzijds en de Chinese anderzijds. De mutatie bevindt zich op chromosoom 1.

## Trivia
De naam van de kippensoort is identiek met die van een islamitisch volk in het westen van China, dat evenwel met deze kippen geen verbinding heeft.